# Neostylopyga propinqua
Neostylopyga propinqua es una especie de cucaracha del género Neostylopyga, familia Blattidae.

## Distribución
Esta especie se encuentra en Kenia, Tanzania y Mozambique.